# Luddsyska
Luddsyska (Stachys germanica) är en kransblommig växtart som beskrevs av Carl von Linné. Luddsyska ingår i släktet syskor, och familjen kransblommiga växter. Inga underarter finns listade i Catalogue of Life.

## Bildgalleri

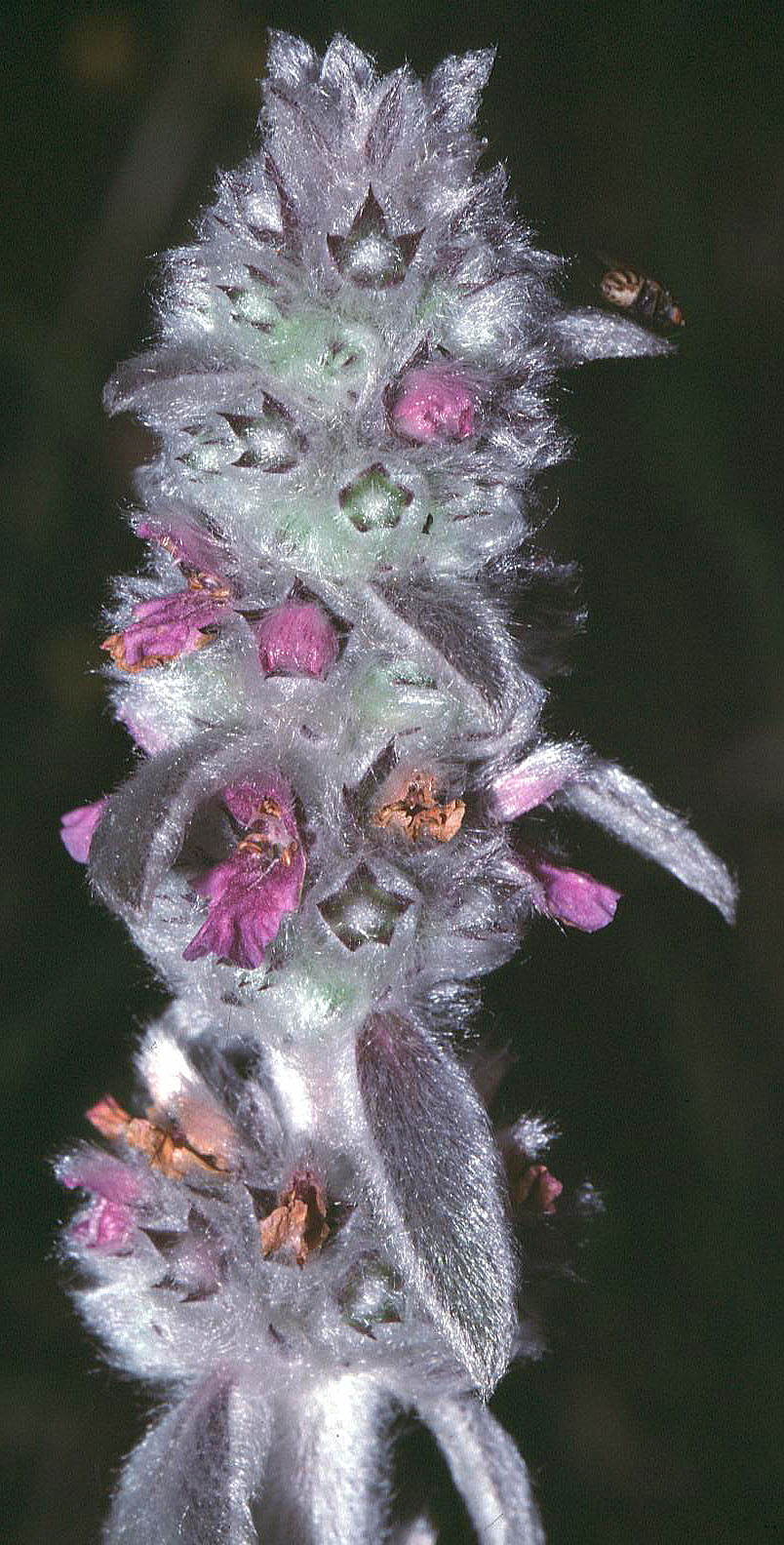